# Terremoto de San Fernando de 1971

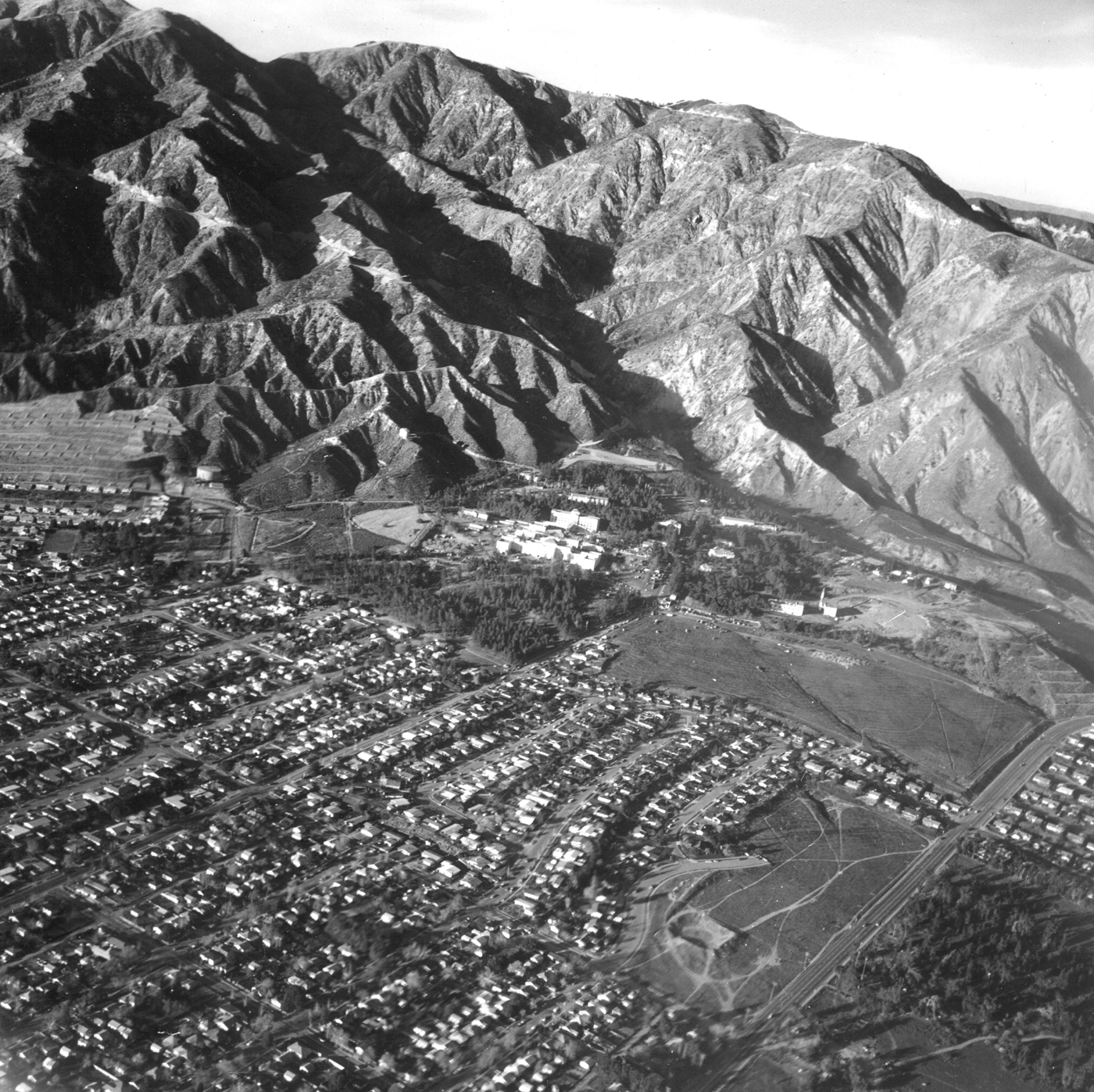
Terremoto de San Fernando, 9 de febrero de 1971, 06:00 PST. (Rollo 10, Cuadro 3). Vista hacia el noreste. Las montañas de San Gabriel al fondo; el Hospital de Veteranos es el complejo de estructuras blancas en el centro de la foto. 11 de febrero de 1971.

El terremoto de San Fernando de 1971 golpeó el valle de San Fernando cerca de Sylmar a las 06:00 PST del 9 de febrero de 1971, con una magnitud de 6,6.
Hay varios nombres para este terremoto. Los sismólogos lo llaman el terremoto de San Fernando. USGS 'Sylmar Quake' o 'Sylmar earthquake' es el nombre inicialmente dado al acontecimiento por los medios locales debido a que el peor daño se produjo en el centro médico Olive View, ubicado en Sylmar. Veteranos locales del 'the Sylmar Quake' a menudo se refieren a este acontecimiento sísmico como el terremoto del "Nueve de febrero".
El terremoto rompió un segmento de la zona de la falla de San Fernando. Supuso la pérdida de 65 vidas y causaron más de 500 millones de dólares en daños.